# خوتا پولانگسکا
خوتا پولانگسکا (به لهستانی:  Huta Polańska) یک روستا در لهستان است که در گمینا کرمپنا واقع شده‌است.